# 4. Biathlon-Weltcup 2023/24 (Oberhof)
Der 4. Weltcup der Biathlonsaison 2023/24 bildete den Beginn des zweiten Trimesters und fand traditionell in der Lotto Thüringen Arena am Rennsteig von Oberhof statt. Die Wettkämpfe im thüringischen Wintersportort wurden vom 1. bis 7. Januar 2024 ausgetragen.
Aufgrund einer schlechten Wetterprognose (Wind und Regen) wurde der ursprünglich für den Donnerstag geplante Sprint der Herren vor dem Damensprint am Freitagmittag ausgetragen.

## Wettkampfprogramm
| Datum          | Männer    | Männer               | Frauen    | Frauen             |
| -------------- | --------- | -------------------- | --------- | ------------------ |
| Do, 04.01.24 1 | 14:20 Uhr | Sprint (10 km)       |           |                    |
| Fr, 05.01.24   | 11:20 Uhr | Sprint (10 km)       | 14:25 Uhr | Sprint (7,5 km)    |
| Sa, 06.01.24   | 12:25 Uhr | Verfolgung (12,5 km) | 14:40 Uhr | Verfolgung (10 km) |
| So, 07.01.24   | 11:30 Uhr | Staffel (4 × 7,5 km) | 14:25 Uhr | Staffel (4 × 6 km) |

## Teilnehmende Nationen und Athleten
| Nation               | Anzahl               | Athlet | Athletin |
| Europa (22 Nationen) | Europa (22 Nationen) | Europa (22 Nationen)                                                                                            | Europa (22 Nationen) |
| -------------------- | -------------------- | --- | --- |
| Belgien              | (4)+1                | César Beauvais, Florent Claude, Thierry Langer, Marek Mackels                                                   | Lotte Lie |
| Bulgarien            | (4)+(4)              | Wladimir Iliew, Anton Sinapow, Blagoj Todew, Konstantin Wassilew                                                | Lora Christowa, Walentina Dimitrowa, Daniela Kadewa, Marija Sdrawkowa                                                                |
| Deutschland          | 6+6                  | Benedikt Doll, Philipp Horn, Johannes Kühn, Philipp Nawrath, Roman Rees, Justus Strelow                         | Selina Grotian, Janina Hettich-Walz, Hanna Kebinger, Franziska Preuß, Sophia Schneider, Vanessa Voigt                                |
| Estland              | 4+4                  | Raido Ränkel, Kristo Siimer, Mehis Udam, Rene Zahkna                                                            | Regina Ermits, Hanna-Brita Kaasik, Susan Külm, Tuuli Tomingas                                                                        |
| Finnland             | 5+5                  | Olli Hiidensalo, Otto Invenius, Joni Mustonen, Jaakko Ranta, Tero Seppälä                                       | Noora Kaisa Keränen, Venla Lehtonen, Sonja Leinamo, Suvi Minkkinen, Darja Wirolainen                                                 |
| Frankreich           | 5+6                  | Fabien Claude, Quentin Fillon Maillet, Antonin Guigonnat, Émilien Jacquelin, Éric Perrot                        | Justine Braisaz-Bouchet, Sophie Chauveau, Lou Jeanmonnot, Océane Michelon, Jeanne Richard, Julia Simon                               |
| Italien              | 5+6                  | Didier Bionaz, Patrick Braunhofer, Tommaso Giacomel, Lukas Hofer, Elia Zeni                                     | Hannah Auchentaller, Michela Carrara, Samuela Comola, Rebecca Passler, Beatrice Trabucchi, Lisa Vittozzi                             |
| Kroatien             | 1+1                  | Krešimir Crnković                                                                                               | Anika Kožica |
| Lettland             | (4)+(4)              | Renārs Birkentāls, Edgars Mise, Aleksandrs Patrijuks, Andrejs Rastorgujevs                                      | Baiba Bendika, Sandra Buliņa, Sanita Buliņa, Annija Sabule                                                                           |
| Litauen              | 4+3                  | Karol Dombrovski, Maksim Fomin, Tomas Kaukėnas, Vytautas Strolia                                                | Natalija Kočergina, Judita Traubaitė, Lidia Žurauskaitė                                                                              |
| Moldau               | (4)+3                | Pawel Magasejew, Maxim Makarow, Andrei Ussow, Michail Ussow                                                     | Alla Ghilenko, Aljona Makarowa, Alina Stremous                                                                                       |
| Norwegen             | 6+6                  | Johan-Olav Botn, Johannes Thingnes Bø, Tarjei Bø, Johannes Dale-Skjevdal, Sturla Holm Lægreid, Endre Strømsheim | Juni Arnekleiv, Karoline Erdal, Marthe Kråkstad Johansen, Karoline Offigstad Knotten, Marit Ishol Skogan, Ingrid Landmark Tandrevold |
| Österreich           | 5+5                  | Simon Eder, David Komatz, Felix Leitner, Magnus Oberhauser, Dominic Unterweger                                  | Anna Gandler, Lisa Hauser, Anna Juppe, Tamara Steiner, Dunja Zdouc                                                                   |
| Polen                | 4+4                  | Konrad Badacz, Jan Guńka, Marcin Zawół, Andrzej Nędza-Kubiniec                                                  | Daria Gembicka, Joanna Jakieła, Anna Mąka, Natalia Sidorowicz                                                                        |
| Rumänien             | 4+3                  | George Buta, George Colțea, Raul Flore, Dmitri Schamajew                                                        | Andreea Mezdrea, Anastassija Tolmatschowa, Jelena Tschirkowa                                                                         |
| Schweden             | 6+6                  | Viktor Brandt, Peppe Femling, Jesper Nelin, Emil Nykvist, Martin Ponsiluoma, Sebastian Samuelsson               | Sara Andersson, Mona Brorsson, Anna Magnusson, Elvira Öberg, Hanna Öberg, Linn Persson                                               |
| Schweiz              | 5+5                  | Sandro Bovisi, Joscha Burkhalter, Jeremy Finello, Niklas Hartweg, Sebastian Stalder                             | Amy Baserga, Aita Gasparin, Elisa Gasparin, Lena Häcki-Groß, Lea Meier                                                               |
| Slowakei             | 1+4                  | Tomáš Sklenárik                                                                                                 | Ema Kapustová, Júlia Machyniaková, Mária Remeňova, Zuzana Remeňová                                                                   |
| Slowenien            | 4+4                  | Miha Dovžan, Jakov Fak, Lovro Planko, Toni Vidmar                                                               | Polona Klemenčič, Živa Klemenčič, Anamarija Lampič, Lena Repinc                                                                      |
| Spanien              | 1                    | Roberto Piqueras                                                                                                | |
| Tschechien           | 5+4                  | Vítězslav Hornig, Michal Krčmář, Jonáš Mareček, Tomáš Mikyska, Jakub Štvrtecký                                  | Lucie Charvátová, Markéta Davidová, Jessica Jislová, Tereza Voborníková                                                              |
| Ukraine              | 5+5                  | Anton Dudtschenko, Witalij Mandsyn, Dmytro Pidrutschnyj, Artem Pryma, Artem Tyschtschenko                       | Chrystyna Dmytrenko, Julija Dschyma, Ljubow Kypjatschenkowa, Anastassija Merkuschyna, Iryna Petrenko                                 |
| Amerika (1 Nation)   |                      | | |
| Vereinigte Staaten   | 4+4                  | Jake Brown, Sean Doherty, Maxime Germain, Campbell Wright                                                       | Kelsey Dickinson, Jackie Garso, Deedra Irwin, Chloe Levins                                                                           |
| Asien (3 Nationen)   |                      | | |
| Japan                | 3+2                  | Kiyomasa Ojima, Mikito Tachizaki, Masaharu Yamamoto                                                             | Hikaru Fukuda, Aoi Sato |
| Kasachstan           | (4)+(4)              | Nikita Akimow, Ässet Düissenow, Wladislaw Kirejew, Alexander Muchin                                             | Polina Jegorowa, Anastassija Kondratjewa, Olga Poltaranina, Galina Wischnewskaja-Scheporenko                                         |
| Südkorea             | 2+2                  | Choi Du-jin, Timofei Lapschin                                                                                   | Jekaterina Awwakumowa, Ko Eun-jung                                                                                                   |
| Ozeanien (1 Nation)  |                      | | |
| Australien           | 1                    | | Darcie Morton |

## Ausgangslage
Als Führende des Gesamtweltcups gingen nach dem ersten Trimester Johannes Thingnes Bø und Justine Braisaz-Bouchet an den Start.
Eine große Änderung gegenüber des Weltcups in der Lenzerheide gab es im norwegischen Team: Vetle Sjåstad Christiansen, siebtplatzierter Athlet der Weltrangliste, startete erstmals seit fast sechs Jahren nicht im Weltcup, da man dem IBU-Cup-Führenden Johan-Olav Botn eine Chance gab, im Weltcup Eindruck zu hinterlassen. Außerdem startete Marthe Kråkstad Johansen nach ihrer Pause in der Lenzerheide wieder, Emilie Ågheim Kalkenberg lief wieder im IBU-Cup. In der schwedischen Mannschaft startete Peppe Femling im Tausch mit Malte Stefansson nach seiner Krankheit erstmals in der Saison im Weltcup, zudem startete Viktor Brandt im Tausch gegen seinen Bruder Oskar. Große Änderungen gab es auch bei der französischen Mannschaft: Sowohl Émilien Claude als auch Gilonne Guigonnat und vor allem Chloé Chevalier wurden wegen „schwacher Leistungen“ aus dem Aufgebot genommen; für die Damen rückten die Debütanten Jeanne Richard und Océane Michelon nach, Claude wurde nicht ersetzt. 
Nach einer Patellaluxation bei der Sommerbiathlon-WM bekam Tomáš Mikyska seinen ersten Weltcupeinsatz des Jahres, auch Tero Seppälä startete nach fast einem Monat Pause wieder. Ein Comeback gab es in der Person von Galina Wischnewskaja-Scheporenko, die zuletzt im März 2022 im Weltcup gestartet war.
Da Roman Rees wieder zurück war, wurde David Zobel in den IBU-Cup versetzt, auch Hanna Kebinger bestritt nach längerer Zeit wieder ein Weltcuprennen und ersetzte damit die in der Lenzerheide debütierende Johanna Puff. Nach ihren krankheitsbedingten Ausfällen ging auch Lisa Hauser wieder an den Start, im österreichischen Team bekam außerdem Dunja Zdouc im Tausch mit Kristina Oberthaler ihren ersten Weltcupstart des Winters. Michela Carrara startete ebenfalls in dieser Saison erstmals im Weltcup, da Dorothea Wierer weiterhin fehlte. In der Schweizer Mannschaft gab der Berner Sandro Bovisi sein Weltcupdebüt.

## Ergebnisse
| 4. Weltcup in Oberhof, 1. bis 7. Januar 2024 | 4. Weltcup in Oberhof, 1. bis 7. Januar 2024 | 4. Weltcup in Oberhof, 1. bis 7. Januar 2024                                 | 4. Weltcup in Oberhof, 1. bis 7. Januar 2024                                                    | 4. Weltcup in Oberhof, 1. bis 7. Januar 2024                 |
| -------------------------------------------- | -------------------------------------------- | ---------------------------------------------------------------------------- | ----------------------------------------------------------------------------------------------- | ------------------------------------------------------------ |
| Datum                                        | Disziplin                                    | Erster Platz                                                                 | Zweiter Platz                                                                                   | Dritter Platz                                                |
| 5. Januar 2024 (Fr.)                         | Sprint (10 km)                               | Benedikt Doll                                                                | Sturla Holm Lægreid                                                                             | Endre Strømsheim                                             |
| 5. Januar 2024 (Fr.)                         | Sprint (7,5 km)                              | Justine Braisaz-Bouchet                                                      | Franziska Preuß                                                                                 | Sophie Chauveau                                              |
| 6. Januar 2024 (Sa.)                         | Verfolgung (12,5 km)                         | Endre Strømsheim                                                             | Sturla Holm Lægreid                                                                             | Johannes Dale-Skjevdal                                       |
| 6. Januar 2024 (Sa.)                         | Verfolgung (10 km)                           | Julia Simon                                                                  | Justine Braisaz-Bouchet                                                                         | Ingrid Landmark Tandrevold                                   |
| 7. Januar 2024 (So.)                         | Staffel (4 × 7,5 km)                         | NorwegenEndre Strømsheim Sturla Holm Lægreid Tarjei Bø Johannes Thingnes Bø  | DeutschlandRoman Rees Benedikt Doll Philipp Nawrath Philipp Horn                                | ItalienElia Zeni Didier Bionaz Lukas Hofer Tommaso Giacomel  |
| 7. Januar 2024 (So.)                         | Staffel (4 × 6 km)                           | FrankreichLou Jeanmonnot Justine Braisaz-Bouchet Sophie Chauveau Julia Simon | NorwegenJuni Arnekleiv Marit Ishol Skogan Karoline Offigstad Knotten Ingrid Landmark Tandrevold | SchwedenAnna Magnusson Linn Persson Hanna Öberg Elvira Öberg |

## Verlauf

### Sprint

#### Männer
Start: Freitag, 5. Januar 2024, 11:20 Uhr
| Platz | Sportler             | Zeit        | Schießfehler |
| ----- | -------------------- | ----------- | ------------ |
| 1     | Benedikt Doll        | 24:12,2 min | 0+1          |
| 2     | Sturla Holm Lægreid  | +1,8        | 0+1          |
| 3     | Endre Strømsheim     | +5,4        | 0+1          |
| 4     | Johannes Thingnes Bø | +19,6       | 1+1          |
| 5     | Jakov Fak            | +29,8       | 0+0          |
| 5     | Johannes Kühn        | +29,8       | 0+0          |
| 7     | Tarjei Bø            | +40,3       | 0+2          |
| 8     | Martin Ponsiluoma    | +40,4       | 1+2          |
| 9     | Sebastian Stalder    | +42,9       | 0+0          |
| 10    | Sebastian Samuelsson | +44,8       | 0+2          |
| 11    | Philipp Nawrath      | +49,0       | 0+1          |
| 0     |                      |             |              |
| 15    | Justus Strelow       | +1:05,6     | 0+0          |
| 17    | Niklas Hartweg       | +1:12,0     | 1+1          |
| 18    | Didier Bionaz        | +1:15,5     | 1+1          |
| 19    | Roman Rees           | +1:19,1     | 0+1          |
| 20    | Florent Claude       | +1:20,1     | 1+1          |
| 21    | Lukas Hofer          | +1:23,4     | 1+0          |
| 22    | Simon Eder           | +1:25,7     | 0+1          |
| 24    | Philipp Horn         | +1:27,7     | 0+3          |
| 25    | Tommaso Giacomel     | +1:28,7     | 1+2          |
| 32    | David Komatz         | +1:54,5     | 0+1          |
| 33    | Jeremy Finello       | +1:54,8     | 2+1          |
| 52    | Elia Zeni            | +2:33,1     | 0+1          |
| 67    | Thierry Langer       | +3:01,2     | 3+1          |
| 68    | Joscha Burkhalter    | +3:03,1     | 2+2          |
| 73    | Sandro Bovisi        | +3:08,6     | 1+1          |
| 74    | Patrick Braunhofer   | +3:16,5     | 0+2          |
| 77    | Felix Leitner        | +3:21,5     | 0+3          |
| 80    | Marek Mackels        | +3:32,6     | 2+0          |
| 82    | Dominic Unterweger   | +3:35,0     | 3+0          |
| 94    | Magnus Oberhauser    | +5:11,7     | 2+2          |

Gemeldet: 100
Nicht am Start:  Tomas Kaukėnas

#### Frauen
Start: Freitag, 5. Januar 2024, 14:25 Uhr
| Platz | Sportler                   | Zeit        | Schießfehler |
| ----- | -------------------------- | ----------- | ------------ |
| 1     | Justine Braisaz-Bouchet    | 22:43,0 min | 2+0          |
| 2     | Franziska Preuß            | +4,4        | 0+0          |
| 3     | Sophie Chauveau            | +4,6        | 1+0          |
| 4     | Anna Magnusson             | +17,6       | 0+0          |
| 5     | Janina Hettich-Walz        | +23,8       | 0+0          |
| 6     | Karoline Offigstad Knotten | +28,2       | 0+1          |
| 7     | Lisa Vittozzi              | +31,1       | 1+0          |
| 8     | Jeanne Richard             | +34,4       | 0+0          |
| 9     | Lou Jeanmonnot             | +39,0       | 0+0          |
| 10    | Julia Simon                | +40,6       | 2+0          |
| 0     |                            |             |              |
| 13    | Vanessa Voigt              | +53,2       | 0+0          |
| 14    | Samuela Comola             | +53,7       | 0+0          |
| 15    | Sophia Schneider           | +54,3       | 1+0          |
| 16    | Lena Häcki-Groß            | +59,4       | 2+1          |
| 21    | Selina Grotian             | +1:22,1     | 1+1          |
| 22    | Lotte Lie                  | +1:23,1     | 1+0          |
| 24    | Amy Baserga                | +1:32,0     | 0+0          |
| 29    | Michela Carrara            | +1:46,4     | 2+0          |
| 30    | Anna Gandler               | +1:53,5     | 0+2          |
| 33    | Hanna Kebinger             | +1:57,0     | 1+1          |
| 51    | Lea Meier                  | +2:33,3     | 0+1          |
| 53    | Anna Juppe                 | +2:39,6     | 2+2          |
| 58    | Hannah Auchentaller        | +2:45,8     | 1+2          |
| 60    | Lisa Hauser                | +2:52,6     | 0+4          |
| 61    | Aita Gasparin              | +2:53,7     | 2+1          |
| 65    | Elisa Gasparin             | +3:06,2     | 0+3          |
| 66    | Beatrice Trabucchi         | +3:06,4     | 2+1          |
| 68    | Rebecca Passler            | +3:12,0     | 3+1          |
| 69    | Tamara Steiner             | +3:13,9     | 1+1          |
| 82    | Dunja Zdouc                | +3:59,0     | 1+2          |

Gemeldet: 98
Nicht am Start:  Darja Wirolainen

### Verfolgung

#### Männer
Start: Samstag, 6. Januar 2024, 12:25 Uhr
| Platz | Sportler               | Zeit        | Schießfehler |
| ----- | ---------------------- | ----------- | ------------ |
| 1     | Endre Strømsheim       | 33:04,2 min | 0+0+0+2      |
| 2     | Sturla Holm Lægreid    | +17,8       | 0+1+1+0      |
| 3     | Johannes Dale-Skjevdal | +36,4       | 1+0+0+0      |
| 4     | Tarjei Bø              | +45,5       | 1+0+1+1      |
| 5     | Johannes Thingnes Bø   | +50,3       | 0+0+1+3      |
| 6     | Fabien Claude          | +53,2       | 0+0+1+0      |
| 7     | Martin Ponsiluoma      | +58,5       | 0+0+2+1      |
| 8     | Johannes Kühn          | +1:00,7     | 0+0+1+1      |
| 9     | Sebastian Samuelsson   | +1:06,6     | 1+0+0+2      |
| 10    | Jesper Nelin           | +1:12,1     | 0+0+1+0      |
| 11    | Tommaso Giacomel       | +1:17,6     | 0+0+0+1      |
| 12    | Benedikt Doll          | +1:28,9     | 3+2+0+0      |
| 13    | Philipp Horn           | +1:45,5     | 1+0+1+1      |
| 14    | Roman Rees             | +1:46,1     | 0+1+0+1      |
| 15    | Florent Claude         | +1:49,7     | 0+1+0+1      |
| 16    | Justus Strelow         | +1:51,5     | 0+0+1+0      |
| 17    | Sebastian Stalder      | +1:55,5     | 0+1+0+0      |
| 0     |                        |             |              |
| 22    | Philipp Nawrath        | +2:33,7     | 1+2+3+0      |
| 23    | Didier Bionaz          | +2:37,3     | 0+0+1+2      |
| 29    | Niklas Hartweg         | +3:09,0     | 1+0+0+1      |
| 34    | Simon Eder             | +3:47,7     | 0+0+1+1      |
| 36    | David Komatz           | +3:56,9     | 2+0+0+0      |
| 41    | Lukas Hofer            | +4:22,9     | 1+1+1+2      |
| 47    | Jeremy Finello         | +5:02,7     | 2+4+2+0      |
| 49    | Elia Zeni              | +5:15,0     | 1+0+2+0      |

Gemeldet: 60
Nicht am Start: 2
Nicht beendet: 2

#### Frauen
Start: Samstag, 6. Januar 2024, 14:40 Uhr
| Platz | Sportler                   | Zeit        | Schießfehler |
| ----- | -------------------------- | ----------- | ------------ |
| 1     | Julia Simon                | 31:45,2 min | 1+0+0+1      |
| 2     | Justine Braisaz-Bouchet    | +18,9       | 0+0+1+2      |
| 3     | Ingrid Landmark Tandrevold | +44,4       | 0+0+1+1      |
| 4     | Elvira Öberg               | +53,8       | 0+0+1+2      |
| 5     | Lou Jeanmonnot             | +55,3       | 0+1+0+0      |
| 6     | Karoline Offigstad Knotten | +1:00,0     | 0+0+1+1      |
| 7     | Franziska Preuß            | +1:00,3     | 1+0+0+1      |
| 8     | Lisa Vittozzi              | +1:12,4     | 0+0+1+1      |
| 9     | Jeanne Richard             | +1:18,4     | 0+0+0+2      |
| 10    | Lena Häcki-Groß            | +1:25,1     | 0+1+1+0      |
| 11    | Janina Hettich-Walz        | +1:31,0     | 0+0+1+1      |
| 0     |                            |             |              |
| 14    | Sophia Schneider           | +1:42,1     | 1+0+0+0      |
| 17    | Samuela Comola             | +2:21,5     | 1+0+0+0      |
| 18    | Vanessa Voigt              | +2:36,8     | 0+0+1+0      |
| 21    | Amy Baserga                | +3:07,4     | 0+0+1+0      |
| 22    | Hanna Kebinger             | +3:08,9     | 1+1+0+0      |
| 26    | Lotte Lie                  | +3:25,0     | 1+1+1+1      |
| 29    | Michela Carrara            | +3:30,0     | 3+1+0+0      |
| 30    | Anna Gandler               | +3:30,9     | 0+0+2+0      |
| 35    | Anna Juppe                 | +3:52,0     | 0+0+1+2      |
| 45    | Selina Grotian             | +4:58,8     | 2+2+2+1      |
| 52    | Lea Meier                  | +6:26,2     | 1+2+0+0      |
| 55    | Hannah Auchentaller        | +7:30,2     | 2+0+1+1      |
| DNS   | Lisa Hauser                |             |              |

Gemeldet: 60
Nicht am Start: 2
Nicht beendet:  Alina Stremous
Überrundet:  Darcie Morton

### Staffel

#### Männer
Start: Sonntag, 7. Januar 2024, 11:30 Uhr
| Platz | Land        | Sportler                                                            | Zeit        | Strafrunden + Nachlader         |
| ----- | ----------- | ------------------------------------------------------------------- | ----------- | ------------------------------- |
| 1     | Norwegen    | Endre Strømsheim Sturla Holm Lægreid Tarjei Bø Johannes Thingnes Bø | 1:17:34,2 h | 0+2 0+1 0+2 0+0 0+0 0+0         |
| 2     | Deutschland | Roman Rees Benedikt Doll Philipp Nawrath Philipp Horn               | +2:01,9     | 0+0 0+3 0+2 0+3 0+0 1+3 0+1 0+3 |
| 3     | Italien     | Elia Zeni Didier Bionaz Lukas Hofer Tommaso Giacomel                | +2:50,5     | 0+3 0+3 0+1 0+3 0+1 0+0 0+3 0+2 |
| 4     | Schweden    | Emil Nykvist Jesper Nelin Martin Ponsiluoma Sebastian Samuelsson    | +3:37,9     | 0+0 0+1 0+2 0+0 0+2 0+1 0+2 1+3 |
| 5     | Schweiz     | Sebastian Stalder Joscha Burkhalter Niklas Hartweg Jeremy Finello   | +3:42,6     | 0+2 1+3 0+1 0+2 0+1 0+3         |
| 6     | Tschechien  | Jonáš Mareček Tomáš Mikyska Michal Krčmář Vítězslav Hornig          | +3:48,1     | 0+3 0+2 0+0 0+3 0+1 0+1 0+0 0+0 |
| 7     | Frankreich  | Fabien Claude Éric Perrot Émilien Jacquelin Quentin Fillon Maillet  | +3:58,6     | 0+0 0+1 0+2 1+3 2+3 2+3 0+2 0+0 |
| 8     | Slowenien   | Miha Dovžan Jakov Fak Lovro Planko Toni Vidmar                      | +4:31,7     | 0+1 0+2 0+0 0+0 0+2 0+2         |
| 9     | Finnland    | Jaakko Ranta Otto Invenius Tero Seppälä Olli Hiidensalo             | +5:19,4     | 0+0 1+3 0+1 0+3 0+2 0+3         |
| 10    | Österreich  | David Komatz Simon Eder Felix Leitner Dominic Unterweger            | +5:26,9     | 0+3 0+2 0+2 0+0 0+1 1+3 0+1 0+1 |
| 0     |             |                                                                     |             |                                 |
| 14    | Belgien     | Florent Claude Thierry Langer Marek Mackels César Beauvais          | +7:57,5     | 0+1 0+0 1+3 0+2 0+1 1+3 0+3 2+3 |

Gemeldet: 21 Staffeln
Überrundet: 7

#### Frauen
Start: Sonntag, 7. Januar 2024, 14:25 Uhr
| Platz | Land        | Sportler                                                                                | Zeit        | Strafrunden + Nachlader            |
| ----- | ----------- | --------------------------------------------------------------------------------------- | ----------- | ---------------------------------- |
| 1     | Frankreich  | Lou Jeanmonnot Justine Braisaz-Bouchet Sophie Chauveau Julia Simon                      | 1:12:42,5 h | 0+1 0+0 0+1 0+3 0+0 0+3            |
| 2     | Norwegen    | Juni Arnekleiv Marit Ishol Skogan Karoline Offigstad Knotten Ingrid Landmark Tandrevold | +9,3        | 0+1 0+3 0+1 0+1 0+1 0+2 0+0 0+1    |
| 3     | Schweden    | Anna Magnusson Linn Persson Hanna Öberg Elvira Öberg                                    | +33,5       | 0+1 0+1 0+0 0+1 1+3 0+1 0+1 0+0    |
| 4     | Italien     | Samuela Comola Rebecca Passler Lisa Vittozzi Michela Carrara                            | +3:33,9     | 0+1 0+2 0+1 0+3 0+0 0+1 0+0 3+3    |
| 5     | Deutschland | Vanessa Voigt Janina Hettich-Walz Sophia Schneider Franziska Preuß                      | +4:20,6     | 0+1 0+1 0+2 0+2 1+3 0+2 0+1 2+3    |
| 6     | Tschechien  | Tereza Voborníková Markéta Davidová Lucie Charvátová Jessica Jislová                    | +4:39,6     | 0+0 0+3 0+1 1+3 0+3 1+3 0+1 0+2    |
| 7     | Schweiz     | Amy Baserga Lena Häcki-Groß Aita Gasparin Elisa Gasparin                                | +4:49,8     | 0+3 0+2 0+2 0+3 0+1 1+3 1+3 0+2    |
| 8     | Ukraine     | Olena Horodna Julija Dschyma Anastassija Merkuschyna Chrystyna Dmytrenko                | +5:18,7     | 0+1 0+3 0+1 0+1 0+0 1+3 0+1 0+0    |
| 9     | Polen       | Natalia Sidorowicz Anna Mąka Daria Gembicka Joanna Jakieła                              | +6:14,5     | 0+0 1+3 0+1 0+0 0+2 0+0 0+1 2+3    |
| 10    | Finnland    | Suvi Minkkinen Venla Lehtonen Noora Kaisa Keränen Sonja Leinamo                         | +6:16,4     | 0+2 0+1 0+2 0+3 0+0 0+0 0+3 2+3    |
| 0     |             |                                                                                         |             |                                    |
| 14    | Österreich  | Tamara Steiner Anna Gandler Anna Juppe Lisa Hauser                                      |             | 0+1 1+3 1+3 0+2 0+2 1+3 überrundet |

Gemeldet: 18 Staffeln
Überrundet: 6

## Auswirkungen auf den Gesamtweltcup
| Rang | Name                   | Punkte | Siege | Verän- derung |
| ---- | ---------------------- | ------ | ----- | ------------- |
| 1    | Johannes Thingnes Bø   | 579    | 3     |               |
| 2    | Tarjei Bø              | 497    | 1     |               |
| 3    | Endre Strømsheim       | 467    | 1     |               |
| 4    | Johannes Dale-Skjevdal | 454    | 0     |               |
| 5    | Sturla Holm Lægreid    | 451    | 0     |               |
| 6    | Benedikt Doll          | 405    | 2     |               |
| 7    | Martin Ponsiluoma      | 354    | 0     |               |
| 8    | Philipp Nawrath        | 349    | 1     |               |
| 9    | Sebastian Samuelsson   | 344    | 1     |               |
| 10   | Johannes Kühn          | 318    | 0     |               |

| Rang | Name                       | Punkte | Siege | Verän- derung |
| ---- | -------------------------- | ------ | ----- | ------------- |
| 1    | Justine Braisaz-Bouchet    | 592    | 4     |               |
| 2    | Ingrid Landmark Tandrevold | 501    | 1     |               |
| 3    | Elvira Öberg               | 473    | 1     |               |
| 4    | Lisa Vittozzi              | 456    | 1     |               |
| 5    | Julia Simon                | 438    | 1     |               |
| 6    | Franziska Preuß            | 433    | 0     |               |
| 7    | Karoline Offigstad Knotten | 390    | 0     |               |
| 8    | Lou Jeanmonnot             | 355    | 2     |               |
| 9    | Vanessa Voigt              | 348    | 0     |               |
| 10   | Lena Häcki-Groß            | 340    | 0     |               |

## Debütanten
Folgende Athleten nahmen zum ersten Mal an einem Biathlon-Weltcup teil. Dabei kann es sich sowohl um Individualrennen, als auch um Staffelrennen handeln.
| Männer            | Frauen          |
| ----------------- | --------------- |
| Mehis Udam        | Océane Michelon |
| Masaharu Yamamoto | Jeanne Richard  |
| Johan-Olav Botn   |                 |
| Sandro Bovisi     |                 |